# Furness Premier Football League
Furness Premier Football League là một giải bóng đá Anh nằm ở Furness, một bán đảo ở Nam Cumbria và vùng lân cận, được thành lập vào thập niên 1970.

## Thể thức
Giải đấu nằm ở Cấp độ 14 trong Hệ thống các giải bóng đá ở Anh. Mặc dù không có sự lên xuống hạng với các giải đấu cao hơn, các đội bóng đã lên thi đấu ở West Lancashire Football League, nằm ở các Cấp độ 11–13.
Barrow Celtic là đội vô địch ở mùa giải 2014–15.

## Các câu lạc bộ mùa giải 2015–16

### Premier Division
Premier Division hiện được tài trợ bởi Rifleman's Garage
- Askam United Dự bị
- Barrow Celtic
- Barrow Wanderers
- Bootle
- Britannia
- Furness Cavaliers Dự bị
- Furness Rovers Dự bị
- GSK Ulverston Rangers Dự bị
- Haverigg United
- Hawcoat Park Dự bị
- Holker Old Boys Dự bị
- Kirkby United
- Millom Dự bị
- Swarthmoor Social Dự bị
- Vickerstown Dự bị

### Division One
Division One hiện được tài trợ bởi Premier Tiles
- Barrow Celtic Dự bị
- Barrow Wanderers Dự bị
- Croftlands Park
- Crroklands Casuals Dự bị
- Dalton United Dự bị
- GSK Ulverston United 'A'
- Haverigg United Dự bị
- Hawcoat Park 'A'
- Holker Old Boys 'A'
- Vickerstown 'A'
- Walney Island Dự bị

### Division Two
- Barrow Island
- Bootle Dự bị
- Britannia Dự bị
- Coniston Dự bị
- Dalton United 'A'
- Kirkby United Dự bị
- Millom 'A'
- Ormsgill North End
- Walney Island 'A'